# Теодора (пьеса)
«Теодора» (фр. Théodore) — трагедия в стихах французского драматурга Пьера Корнеля, впервые поставленная на сцене в 1645 году и опубликованная в 1646 году.
В основу сюжета легла изложенная Амвросием Медиоланским христианская легенда о мучениках Теодоре и Дидиме. Вместе с «Полиевктом» «Теодора» составляет своеобразную «христианскую дилогию». Театральная постановка пьесы провалилась, и моралист Пьер Николь назвал это доказательством безнравственности театра.